# アダム・ランドクヴィスト
アダム・ランドクヴィスト（スウェーデン語: Adam Lundqvist、1994年3月20日 - ）は、スウェーデンのサッカー選手。ポジションはDFまたはMF。

## クラブ歴
IFエルフスボリの下部組織からトップチームに昇格した。
2018年4月26日、ヒューストン・ダイナモに移籍した。
2023年1月10日、オースティンFCに移籍した。

## 代表歴
アンダー年代は各年代でプレーし、U-23代表としてリオデジャネイロオリンピックに、U-21代表としてUEFA U-21欧州選手権2017に出場した。
A代表としては2016年1月6日に行われたエストニア代表との親善試合で初出場。